# Rittergut III (Gestorf)

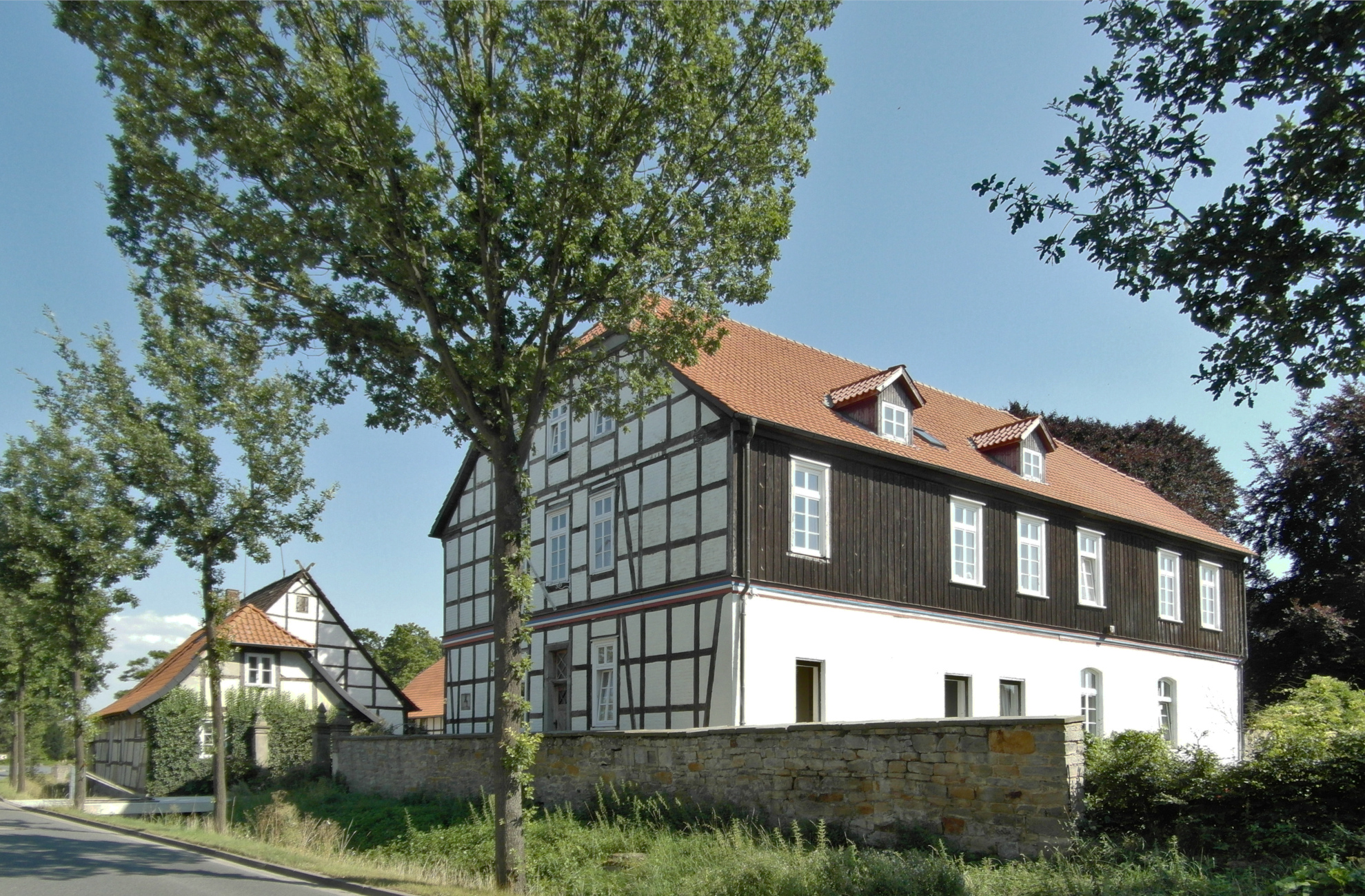
Das Rittergut III in Gestorf

Das auch als der Rotebeeken-Hof bekannte Rittergut III ist ein Anwesen im Stadtteil Gestorf der Stadt Springe in der Region Hannover in Niedersachsen.
Das Gebäudeensemble wie auch sein südlich angrenzender Gutspark sind denkmalgeschützt.

## Geschichte

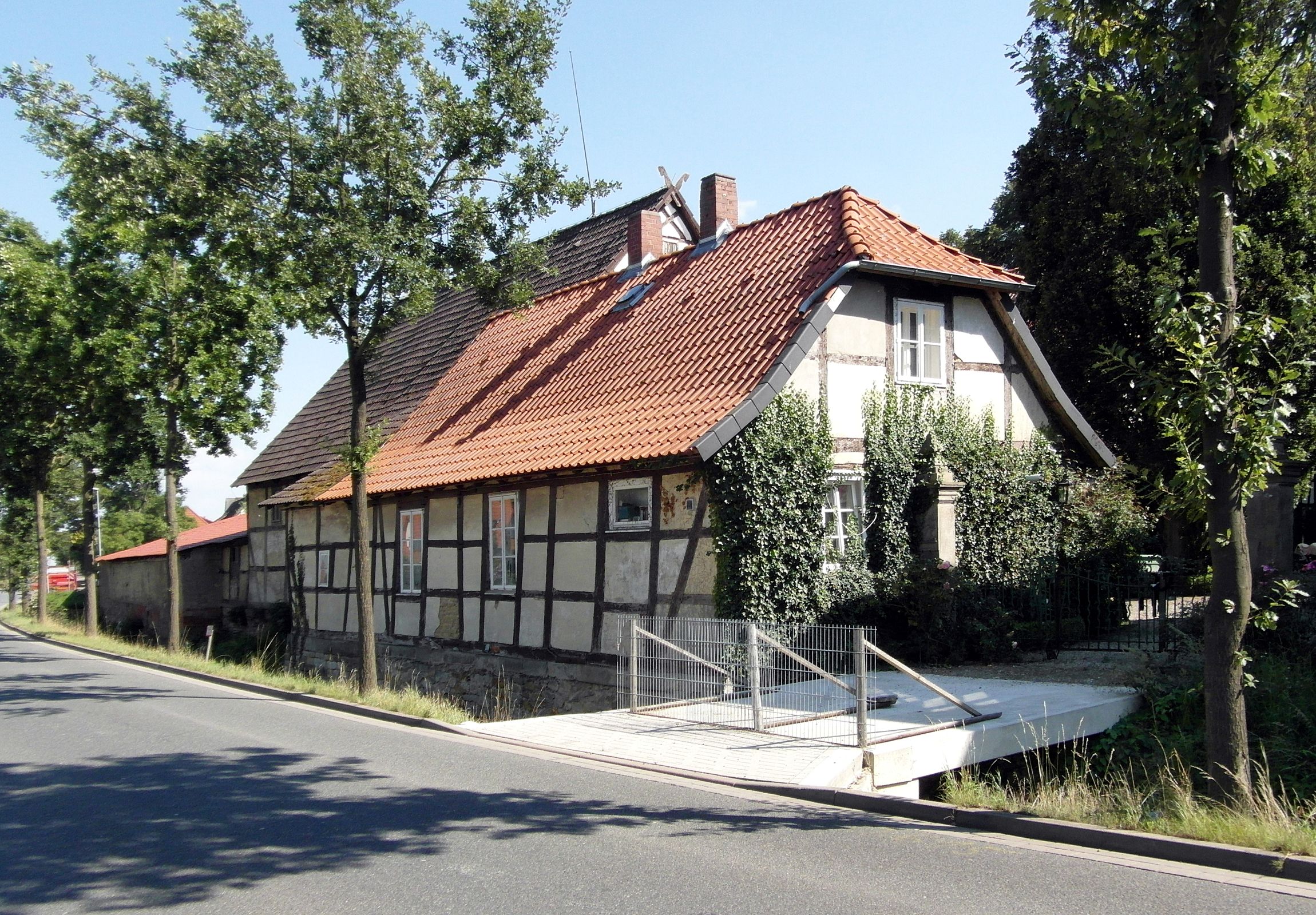
Straßenfront zur Hannoverschen Straße

Am nordöstlichen Ortsrand von Gestorf soll es in früheren Zeiten einmal eine Wasserburg gegeben haben. Es gibt zu ihr keine urkundlichen Erwähnungen, so dass nicht bekannt ist, wann oder von wem sie errichtet worden war. Das an der „Rotebeeke“, einem Abschnitt des Gestorfer Bachs, gelegene Gelände war spätestens durch den Dreißigjährigen Krieg zur Wüstung geworden.
In den seit dem Jahr 1673 erhaltenen Kirchenbüchern Gestorfs sind die Bewohner des Rotebeeken-Hofs als „auf der Burg“ wohnend beschrieben. Auch einige Kirchenstühle waren im Verzeichnis als „zur Burg gehörig“ eingetragen. Auf einer vor dem Jahr 1780 gezeichneten Karte des Dorfes Gestorf wurden die Gebäude des Hofs als „die Burg“ bezeichnet.
Vermutlich etwa seit dem Jahr 1450 war die „Burg“ im Besitz derer von Ilten. Im Dreißigjährigen Krieg soll die Burg zerstört worden sein. 1688 bekamen die von Ilten die Genehmigung, im „Burggarten“ ein Haus zu errichten. Dieses wurde 1754 an den Verwalter verkauft.
1778 kaufte der Hofrat von Rühling den sattelfreien „Burghof“. Er erhielt 1782 die Genehmigung, die Burg mit dem ihm bereits gehörenden Vollmeierhof Vinthushof zu vereinigen. Kurz darauf wurden die alten Gebäude abgerissen und ein neues Herrenhaus errichtet, das heute nicht mehr existiert. Um 1800 wurde in dessen unmittelbarer Nachbarschaft das heutige Anwesen errichtet.
1808 erwarb der Barsinghäuser Amtmann Reinecke das Anwesen und vererbte es später seinem Sohn Philipp.
Nach 1840 kaufte ein Herr von Linsingen den Hof. Er erlangte die Umwandlung zum Rittergut.
Später kam das Rittergut in den Besitz der Familie von Jeinsen.
Zur Unterscheidung von den beiden schon zuvor in Gestorf vorhandenen Rittergütern wird das Anwesen an der Rotebeeke als Rittergut III bezeichnet.

## Beschreibung

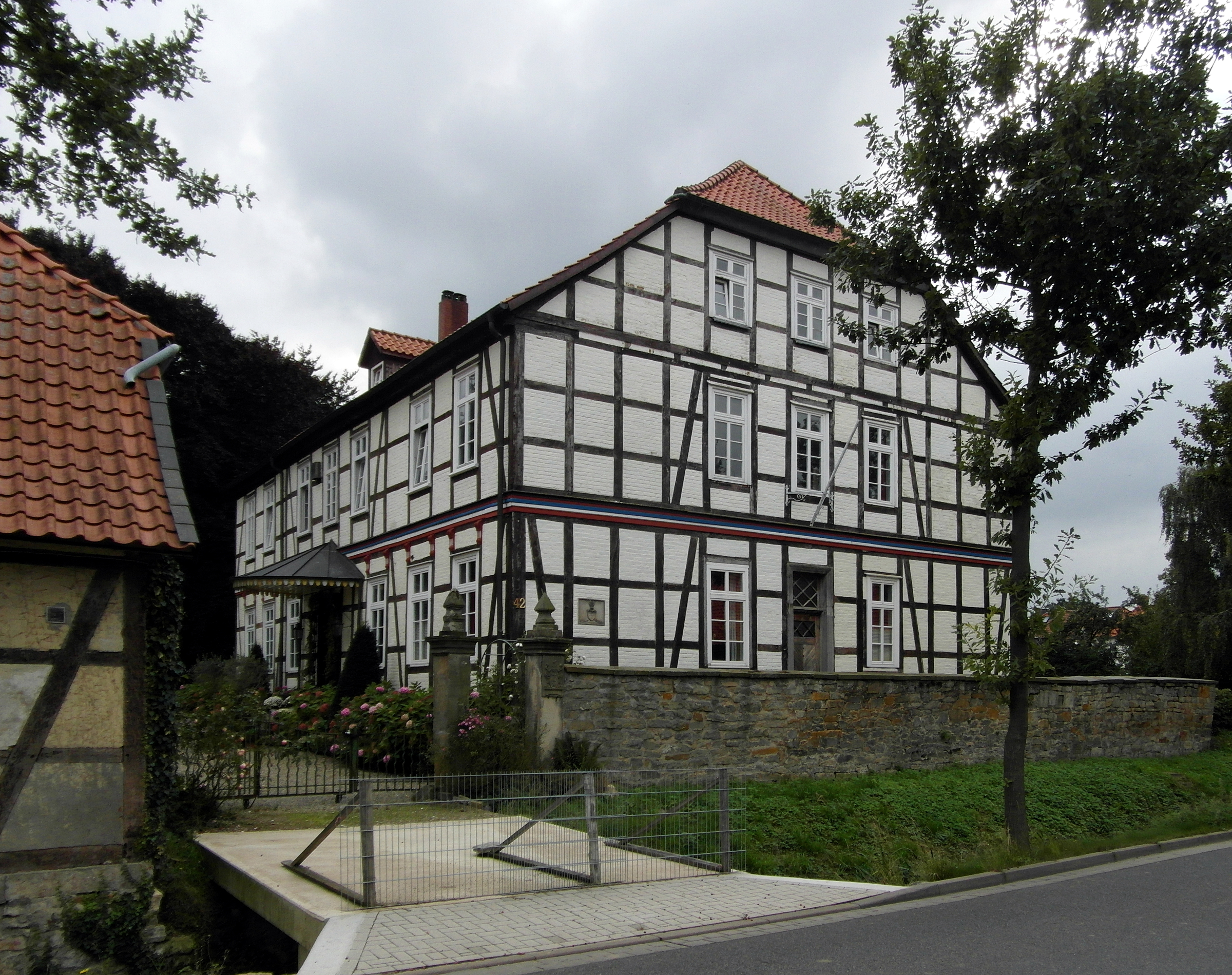
Herrenhaus des Ritterguts

Das Rittergut III liegt am Nordostrand von Gestorf an der Hannoverschen Straße 42–44.
Zur Straße hin wird der langgestreckt rechteckige Wirtschaftshof durch zwei aneinandergebaute Wirtschaftsgebäude abgeschirmt. Dies wurden um 1800 in Wandständerbauweise aus Fachwerk mit verputzten Gefachen errichtet.
Das Herrenhaus an der Westseite des Gutes wurde um 1800 als eingeschossiger Wandständerbau auf massivem Sockel errichtet. Um 1860 wurde es zu einem zweistöckig abgezimmerten Gebäude unter Halbwalmdach aufgestockt. Daher stammen auch die an der östlichen Traufseite zu sehenden unsymmetrischen Fensterachsen. Die Westfassade und die quadratischen Gefache der anderen Seiten sind weiß verputzt. Die Außenwandständer des Erdgeschosses tragen über volutenartig vorkragenden Konsolen das Obergeschoss. Der Eingang mit einer vorgelagerten Treppe liegt mittig an der Ostseite.
Die Südseite des Wirtschaftshofs begrenzt eine in der Mitte des 19. Jahrhunderts errichtete große Doppeldurchfahrtsscheune mit verputzten Gefachen.

## Sonstiges
Seit 2012 ist der Gutshof in Gestorf einer der fünf Orte, an denen das Standesamt Springe Trauungen durchführt. Je nach Witterung wird dazu der Gutspark oder ein Zimmer im Herrenhaus genutzt. Im Jahr 2017 machten etwa 70 Paare von diesem Angebot Gebrauch.